# Zavrh pri Črnivcu
Zavrh pri Črnivcu je naselje v Občini Kamnik.